# Libido (banda)
Libido fue una banda peruana del Rock alternativo originaria de Lima, formada en 1996 y activa hasta 2024. La formación original del grupo estuvo constituida por Salim Vera (guitarra rítmica, vocalista), Manolo Hidalgo (guitarra principal o primera guitarra), Toño Jáuregui (bajo, coros) y Jeffry Fischman (batería).
Influenciados fuertemente en sus inicios por el grunge de la época, la banda ha sabido como reinventarse a lo largo de toda su carrera. Habiendo así experimentado con distintas influencias para la composición de sus canciones, que van desde la balada pop, pasando por la música andina, hasta el electro dance; todo esto sin dejar de lado la esencia del rock que tanto los caracteriza.
Son considerados una de las bandas de rock más importantes en su país natal, así como también han sido acreedores de varios reconocimientos a nivel internacional debido a su éxito comercial. Entre algunos de estos reconocimientos se encuentran dos Premios MTV, múltiples discos de platino y oro, además de varios premios en su país natal.

## Historia

### Inicios y formación
La historia de la banda comienza cuando Toño Jáuregui conoce a Salim Vera en el año 1985, durante una visita a un amigo que vivía en el Jirón Huallaga. Junto a un amigo de ambos, César García, empiezan a interpretar canciones de The Beatles. Manolo Hidalgo (primo de Toño) por su parte venía haciendo lo propio en su barrio con una banda de rock pesado y no tenía aún la idea de unirse musicalmente a ellos, pero sí Salim y Toño, quienes para entonces ya tenían puestos sus ojos y oídos en él.
Para 1988, Salim, Toño y César ya tocaban en algunas reuniones de amigos, creando un cuarteto llamado “The Wallets”, con Harry Cochrane (otro amigo del barrio) en la batería, formación que duraría solo unos meses hasta finales del mismo año.
Al año siguiente 1989, César viaja a Rusia y Toño retoma su relación musical con Manolo, con quien forma una banda llamada “Histeria” que además contaba entre sus filas con Miguel Ángel, excantante de la banda de heavy metal M.A.S.A.C.R.E.. Con "Histeria" interpretaban canciones de grupos como: AC/DC, Guns'n Roses y Bon Jovi, logrando presentarse en algunas kermeses y locales nocturnos.
En el año 1991, Salim se une a Antonio y Manolo, quienes para entonces habían venido trabajando en algunas composiciones como "No Voy A Verte Más", compuesta por Antonio Jauregui, y "Ojos de ángel". A partir de ese momento los tres conformarían la base creativa de lo que más tarde sería Libido. Jeffry Fischman era un músico joven y entusiasta que para entonces contaba con algo de experiencia basada en su participación en los juegos florales del colegio al que atendía y algunas presentaciones como intérprete solista en el Bar "Medi Rock" de Miraflores.
Corría el año 1994 y fue entonces cuando Antonio Jáuregui conoce a Jeffry Fischman por intermedio de Saqui, un amigo en común a ambos. Luego de extensas conversaciones y largas sesiones musicales, Jeffry se incorporó al núcleo creativo del grupo y para fines de 1995 integró oficialmente la banda que para entonces no tenía un nombre definido,
En ese mismo año inician los ensayos en casa de Jeffry. Salim iba definiendo su estilo vocal y el grupo poco a poco solidificaba su propuesta musical. En esa primera etapa se escribieron los temas Como un perro, escrita por Antonio Jáuregui; Ojos de ángel, escrita por Antonio Jáuregui y Manolo Hidalgo, y Libido, escrita por Manolo Hidalgo.
En verano de 1996, Manolo Hidalgo sugirió que el grupo lleve el nombre de su canción debido a la fuerza que esta inspiraba en ellos, su contenido musical y la crudeza de su letra al margen del significado de la palabra en sí. El grupo no dudó en votar a favor de su propuesta y fue así como nació Libido.
El 8 de octubre de 1996, la banda hace su debut en vivo en el Bar Cultural La Noche de Barranco para luego participar en dos concursos de Rock en el "Barlovento Bar" y "Bar Rock" logrando el segundo puesto en ambos, a lo largo de ese año y principios del siguiente recorrieron los circuitos musicales de Miraflores y Barranco, preparando en paralelo un demo con el material que conformaría más adelante su primera producción discográfica.
El demo se extravió en el camino y por esa razón la grabación de la primera producción de la banda tuvo que ser aplazada para ser plasmada en agosto de 1997 en el estudio "Amigos". Al finalizar la grabación Jeffry viajó a Austin, Texas para culminar sus estudios y la banda aprovechó dicha ocasión para realizar la mezcla de los temas en un estudio de dicha ciudad.

### Libido (1998 – 1999)
El 27 de agosto de 1998, presentan su autodenominado disco debut, Libido en el Sargento Pimienta de Barranco. La banda logra darse a conocer a nivel nacional con su primer sencillo titulado «Como un perro». Comienzan a dar sus primeros shows oficiales como banda en Lima y el resto del país. Posteriormente, lanzan sus siguientes sencillos: «Sed» «La casa de los gritos» y «Ojos de ángel» con sus respectivos videoclips dirigidos por en director audiovisual Percy Céspedez.
A lo largo de 1998 y con su primera producción bajo el brazo, Libido recorrió diversos locales de Lima en una carrera ascendente hasta llenar por primera vez en su historia el Auditorio de la Feria del Hogar en agosto de 1999. Fueron dos fechas consecutivas de cinco mil personas cada una que ayudarían a consolidar el éxito popular de la banda.
En 1999, la banda empieza a promocionar el disco empezando por distintas partes de la capital, participando en conciertos organizados por radios locales, visitando también el Norte del Perú en locales como el Club Libertad en Trujillo y La discoteca Tony’s de Piura y para fines de año son invitados a participar del ciclo de conciertos acústicos que organiza el Centro Cultural de La Universidad Católica del Perú denominado Desenchufados.
Libido logró vender más de diez mil discos en una época en que la piratería comenzaba a plagar el mercado. Irónicamente esta piratería también dio a conocer la primera producción de Libido en todo el Perú ya que las compañías discográficas no tenían presencia a nivel nacional. Mientras esto ocurría, Libido componía las canciones que formarían parte de su segunda producción.

### Hembra (2000 – 2002)
En 2000, firman con Sony Music y entran a grabar su segunda producción titulada: Hembra, cuya grabación se llevaría a cabo entre los Estudios Panda de Buenos Aires y Scream Studios en Los Ángeles. Se desprenden como primeros sencillos el tema «En esta habitación», «Tres», «Respirando» y «No voy a verte más». Temas que concitaron la atención de medios locales y extranjeros. A mediados de julio es editado el disco y su presentación al público es en el Parque de la Exposición. El grupo empieza a gozar de mayores audiencias con giras en la capital y también en provincias; en octubre son invitados para participar en la ASCAP AMPT Music Series Miami (Miami). Antes de cerrar el año, su casa discográfica los certifica con un disco de oro por las altas ventas del disco.
En enero de 2001, participan del Buenos Aires Hot Festival (Buenos Aires), junto a bandas como R.E.M., Beck, Oasis y muchas otras bandas de rock argentino. Hembra se editaría sucesivamente en Chile, Argentina, Colombia y Venezuela, posteriormente terminaría siendo editado en todo el continente americano. En marzo viajan a EE. UU. para participar del prestigioso festival South by Southwest (Texas) donde serían considerados como la sensación del festival. La presencia de la banda en medios locales en general es ya total, no sólo a nivel peruano sino en medios especializados del nivel de la Rolling Stone (Argentina), Billboard (revista), entre otras. A mediados de año la banda lanza como sencillo la canción Tres, una de las canciones que ha tenido mayor éxito a nivel internacional ya que ocuparía varios primeros lugares en cadenas como MTV entre otras, cuyo videoclip fue dirigido por el chileno Juan Pablo Olivares. La banda empieza a participar en los principales festivales del Perú como el Festival de la Cerveza Arequipeña (Arequipa, agosto del 2001), la Feria del Hogar (Lima, agosto del 2001) y el Lima Music Fest (Lima, noviembre de 2001) y en algunos casos encabezándolos como el show a beneficio del IRC Miami Chapter (Miami, diciembre de 2001). Su participación en el festival de Miraflores se transmitió posteriormente para MTV. La banda participa también en el festival Nuevas Bandas realizado en Venezuela (2001) donde comparte escenario con bandas como Juanes, Caramelos de Cianuro, entre otros. El tema «En esta habitación» sería incluido en el primer volumen de la colección PopandRock de dicho país.
También la banda realizó giras en los Estados Unidos.
En 2002, termina la relación con Sony Music y a la vez son nominados en una categoría en los primeros premios MTV Video Music Awards Latinoamérica 2002, en la ceremonia de entrega de premios realizada en octubre de 2002 salen ganadores en la categoría, Mejor artista Sur-Oeste.

### Pop*Porn (2002-2003)
El 16 de diciembre de 2002, lanzan su tercera producción, Pop*Porn, a 3 días de ser presentado venden más de 20 mil unidades, lo cual los certifica con un doble disco de platino.
Pop*Porn recibe doble Disco de Platino por el récord de ventas de 50.000 copias originales vendidas. En marzo del 2003, Libido toma parte nuevamente en la Conferencia South By Southwest en Austin, Texas con lo cual la banda emprende una gira que abarcaría distintas ciudades y lugares de EE. UU. como Nueva York, Washington, Nueva Jersey, Miami, entre otros con aforos llenos en casi todos los locales donde se presentaron. En octubre del 2003 Libido gana en la categoría Mejor Artista Central en los MTV Video Music Awards Latinoamérica 2003, donde previamente en el preshow interpretaron en vivo el tema "Frágil", que destacaron como los primeros peruanos en entrar a este evento. En noviembre del 2003 luego de ganar su segundo premio MTV consecutivo la banda decide hacer un concierto de celebración el cual contó con la participación de Zeta Bosio, Claudio Narea y Pedro Suárez-Vértiz al cual denominaron Libido y amigos. Libido continua recorriendo Sudamérica con participaciones en el Festival de la Cerveza Paceña en Bolivia y el Cabildo Rock & Pop Festival en Uruguay. La banda fue elegida Personaje del año en el anuario de la revista Rolling Stone 2003.

### Libido acústica (2004)
En 2004, Libido participa en el XIV Festival del Cuzco ante más de 25 000 asistentes. En septiembre la banda se mete de lleno a la producción de Libido acústica, llevada a cabo en el Teatro Peruano Japonés, seguida de más presentaciones que dieron vida al primer CD acústico de Libido. En octubre participan del Rock al Parque en Colombia. Y se edita el CD Libido Acústica, el cual tuvo una certificación de doble platino previo a su lanzamiento. Además inmediatamente sale Libido Acústica, el DVD, en formato digital. Libido cierra el año siendo elegido como artista peruano digno de una estampilla de correo postal y mejor artista del año en Perú.

### Lo último que hablé ayer (2005 – 2006)
La banda inició una nueva etapa con un cambio al interior del grupo, la salida Jeffry Fischman por motivos personales, marca el ingreso de Iván Mindreau. Luego de este cambio la banda se interna en los estudios de grabación Panda y Circo Beat de Argentina para grabar su disco Lo último que hablé ayer, cuarta producción de estudio en la que la banda hace fusiones musicales sin dejar de lado el rock que los caracteriza. Este disco cuenta con la participación de Tweety González como productor y como primer sencillo se desprende el tema «Culpable» compuesta por Antonio Jauregui. La edición de este disco a fines de julio coincide con su segunda gira por la costa este norteamericana y su participación en el LAMC (Latin Alternative Music Conference) en la ciudad de New York. En agosto la banda presenta su nueva producción en la ciudad del Cusco ante más de 40 mil fanáticos. Para la presentación de este disco en Lima la banda ofreció un concierto gratuito el 15 de octubre en el Campo de Marte ante más de 70 mil personas. Para finales del 2005 Libido estuvo de gira en distintas ciudades de México promocionando su música en los distintos medios de dicho país.
En enero de 2006, la banda estrenó el videoclip del tema «Lonely» (videoclip que fue grabado en la ciudad del Cusco). La banda recibe un disco de platino por parte de una disquera independiente por las altas ventas de Lo último que hablé ayer. El 13 de mayo la banda participa en el Vive Latino 2006.
Presentaron en México su álbum Lo último que hable ayer en vivo, el cual fue editado solo en dicho país. En agosto la banda estrenó el videoclip del tema "Nicotina" y viajó a Nueva York para participar del Latin Alternative Music Conference (LAMC).

### Salida de Iván Mindreau (2007 – 2008)
Comenzaron el año dando la noticia que se encontraban haciendo composiciones para un próximo disco; también anunciaron que se convertirían en un trío tras las salida de Iván Mindreau y que sería reemplazado por Arturo Ríos (La Liga del Sueño) como baterista en algunos conciertos como invitado pero este retiro solo fue temporal. Al conseguir visualización en la televisión internacional, a mediados de ese año fueron prenominados a los premios Orgullosamente Latino en cuatro categorías pero no pudieron entrar en la parte final de la competencia. Fueron nominados a los Premios MTV 2007 en la categoría Mejor Artista Central, esta vez sin la misma suerte que los precedió en anteriores oportunidades. A finales de año sacaron a la venta el álbum Libido Bebe, un disco que contiene canciones de Libido con versiones para niños.
En febrero de 2008, la banda fue ganadora en los Premios Apdayc 2008 como Mejor Artista Rock del año. En junio la banda participó de la gira del Movistar Expo Rock donde recorrieron distintas partes del Perú junto a otras importantes bandas de rock nacional, la gira abarcó ciudades como Cusco, Cajamarca, Trujillo, Huancayo, Ica, Chiclayo, Iquitos y finalizó en Arequipa. En octubre la banda fue la atracción del Festival del Rock en el Parque de la Muralla. Tras estos conciertos la banda anunció que se metería de lleno en la grabación de su nueva producción.

### Un día nuevo (2009 – 2010)
La banda confirmó en su página web que el nuevo álbum se llamará Un día nuevo. Este fue lanzado el 16 de julio de 2009. La banda realiza una gira por las principales ciudades del país como Trujillo, Chiclayo, Cusco, Arequipa y finalmente culminar en Lima. La canción Nadie sabe lo que vendrá se desprendió como primer sencillo, tema con bastante rotación en la cadena MTV. El 8 de noviembre la banda participa del Festival Pepsi Music en Buenos Aires. La banda recibe el premio Luces de 2009 en la categoría mejor álbum rock/pop del diario EL Comercio. El 1 de diciembre se estrenó el vídeo del tema Malvada. El 9 de diciembre la banda presentó en Lima el disco Un día nuevo con dos funciones finalizando la gira de presentación del disco.
En enero, del 2010 la cadena MTV emitió el programa 10 años, 100 videos donde se hizo un conteo de los mejores 100 vídeos de la década desde el 2000 hasta el 2009. Para la categoría Centro, Libido con el tema Tres quedaría en el puesto número 5. En agosto la banda anunció el relanzamiento de todo su catálogo discográfico y un disco de temas inéditos y demos, titulado Rarezas. Durante los siguientes días la banda fue adelantando un track por semana a través de sus redes sociales.
El 2 de diciembre la banda dejó su huella en el Paseo de las Estrellas ubicado en el Megaplaza de Lima Norte. El 12 de diciembre la banda lanzó el videoclip oficial del tema "Hombre loco". El 18 de diciembre la banda presentó en el Coliseo Eduardo Dibós el disco Rarezas.

### Rarezas (2011)
Para inicios del 2011, se edita la discografía de la banda remasterizada, con bonus tracks y nuevas portadas y el álbumRarezas. La banda es nominada en dos categorías en los Premios APDAYC 2010. El 13 de febrero la banda lanza como sencillo el videoclip del tema "Néctar" como adelanto a su segundo DVD titulado Rarezas en vivo.
En marzo el disco Rarezas es elegido Mejor disco del año en los Premios APDAYC 2010. En mayo lanzan el segundo videoclip del disco Rarezas en vivo, del tema "Como un perro". En julio empiezan una gira en todo el Perú, iniciando presentaciones en Lima, donde Ivan Mindreau ya no se presenta junto a la banda y en su reemplazo se encuentra un joven baterista llamado Wilder López. El 13 de agosto lanza dos nuevos videoclips del disco rarezas en vivo, de los temas "Tres" y "Cicuta". El 28 de agosto la banda lanzó los vídeos en vivo de los temas "Sed" y "No voy a verte más". El 26 de noviembre participan en el Festival Acustirock II. El 23 de diciembre lanzan el CD doble en vivo de Rarezas en vivo en Lima, el cual contiene los 29 temas que se tocaron la noche del 18 de diciembre de 2010 en el Coliseo Dibós.

### Varias presentaciones (2012 – 2015)
En el año 2012, tras distintas presentaciones en la capital la banda con un nuevo baterista confirma su presencia en el Acustirock III y empieza a soltar adelantos en sus redes sociales de lo que será su nueva producción. En mayo la banda fue invitada a participar en un concierto privado para el Terra Live Music donde presentaron nuevos temas como “Cuelgo el Teléfono”, “El Instinto del Actor”, “La Info” y “Ya no me Juzgues”. Lanzan como primer sencillo el tema “Cuelgo el Teléfono” con su respectivo videoclip dirigido por Alberto Fernández.
En febrero del 2013 tuvo una muy destacada y elogiada participación en el Acustirock 2013 en el Estadio San Marcos junto a otras destacadas bandas peruanas.En mayo Antonio Jauregui anunció su alejamiento de la banda, para emprender un nuevo proyecto y por diferencias en el grupo con Salim, lo cual daría paso a la entrada de Juan Pablo del Águila quien haría del nuevo bajista hasta el año 2022.
Para 2014 la banda sigue haciendo distintas presentaciones en Lima y resto del Perú, participan en festivales realizados en Lima como el Festival Vivo × el Rock 4, Acustirock 5 realizado en el Estadio de la Universidad Nacional Mayor de San Marcos. El 16 de junio se lanza a la venta el DVD 'Sesión en vivo', el cual es el tercer álbum en vivo de la banda. Grabado el 5 y 6 de enero de 2014 en el Casino Atlantic City,
A inicios del año 2015, la banda anuncia lo que será su nueva producción prevista para su lanzamiento a mediados de año, según declaraciones de Salim, los temas están saliendo como pop porn y no descartaron que sea un disco completo de 10 o 12 canciones. El 23 de mayo la banda participó en el Festival Vivo × el Rock 5, que es considerado el festival más grande de la historia del rock peruano con 55 mil asistentes.

### Amar o matar (2016 – 2023)
A principios de enero del 2016 la banda lanzó el videolyric del primer sencillo de su nuevo EP Amar o Matar titulado 'Pero aún sigo viéndote' el cual fue promocionado a nivel nacional. Para abril del presente año, Libido hizo la presentación oficial de su nuevo disco en La noche de Barranco. Para mayo participaron nuevamente en el Festival Vivo por el Rock. Luego de una gira de conciertos por el interior del país, finalmente en julio se inició la grabación del video oficial de Pero aún sigo viéndote, el cual sería lanzado a fines de octubre. Por último para cerrar bien ese año, Libido fue nominado a los premios Luces de El Comercio como mejor disco del año. En simultáneo, algunos integrantes participaron en otros proyectos como Radio Electro.
En marzo de 2017 se anunció que se unirían junto a bandas como Daniel F, La Liga del Sueño, Los Mojarras, Rio, Raúl Romero, Amén, TK y Cementerio Club a Luz Azul 2017 - Blue Hits Música en Sintonía con el Autismo, una campaña que busca sensibilizar haciendo que estas reinterpreten sus temas sobre la base de criterios aprobados para que puedan ser disfrutadas por personas con autismo. En mayo presentaron su segundo videoclip de su disco "Amar o matar", denominado "Mariposas", tema compuesto e interpretado por Manolo Hidalgo, primera guitarra de la banda, quien dedica esta canción a su pequeña hija. Tito Köster, director de cine, fue el responsable de la escena audiovisual de Libido. . En julio del 2017 participaron de la quinta edición del festival Villa Salva Rock, el evento más grande de música de Lima Sur. Incluiría por primera vez en su repertorio a un invitado internacional, el grupo argentino Vilma Palma e Vampiros. Fueron más de 30 mil los aficionados que pudieron disfrutar gratuitamente del espectáculo, también tocaron Barrio Calavera, La Banda de Pedro Suárez Vértiz, Zen y Amén.

### El regreso de los integrantes originales (2024)
El 29 de enero del 2024, Libido regresó con sus integrantes originales haciendo una aparición en el Parque Kennedy y anunciaron un concierto en el Estadio Nacional de Lima el 6 de julio,tocando ante más de 43 mil personas en el primer sold out para una banda peruana en dicho recinto. Posteriormente, la banda se embarcó en una gira nacional de espectáculos únicos titulada "La Reunión", tocando también en Arequipa, Trujillo,Huancayo, Cusco, Chiclayo y Piura.
FECHAS DE LA GIRA "LA REUNION":
Lima: 6 de Julio, Estadio Nacional.
Arequipa: 31 de agosto, Jardín de la Cerveza.
Huancayo: 28 de setiembre, Campo Ferial de Yauris.
Trujillo: 7 de octubre, Club Trujillo.
Cusco: 12 de octubre, Estadio Huancaro.
FECHAS ADICIONALES:
Chiclayo: 8 de diciembre, Explanada Perú.
Piura: 21 de diciembre, Fundo Stewart.
Canciones tocadas durante la gira "La Reunión":
- Tres(del álbum Hembra)
- Invencible(del álbum Pop Porn)
- Néctar(del álbum Hembra)
- Sal(del álbum Hembra)
- No será lo mismo sin ti(del álbum Pop Porn)
- Estoy tan gris(del álbum Pop Porn)
- Respirando(del álbum Hembra)
- Espermato(del álbum Pop Porn)
- Mal tiempo(del álbum Libido)
- Esther Fe(del álbum Pop Porn)
- Como un perro(del álbum Libido)
- Sin Rencor(del álbum Pop Porn)
- Frágil(del álbum Pop Porn)
- Universo(del álbum Pop Porn)
- Tu rostro(del álbum Hembra)
- Criatura misteriosa(del álbum Rarezas)
- Tiempos Tranquilos(del álbum Hembra)
- La casa de los gritos(del álbum Libido)
- PSV+ Sed(del álbum Libido)
- No voy a verte más(del álbum Hembra)
- Hembra(del álbum Hembra)
- Cicuta(del álbum Libido)
- Tan Suave(del álbum Rarezas)
- Don(del álbum Libido)
- Cómo estás(del álbum Pop Porn)
- En esta habitación(del álbum Hembra)
- Ojos de ángel(del álbum Libido)
- Libido(del álbum Libido)

## Integrantes
- Salim Vera - Voz, Guitarra Rítmica, Batería, Bajo (1996 - 2024).
- Toño Jáuregui - Bajo y Coros, Guitarra (1996 - 2024).
- Manolo Hidalgo - Primera Guitarra, Voz (Ocasionalmente) (1996 - 2024).
- Jeffry Fischman - Batería, Percusión, Voz (Ocasionalmente) (1996 - 2024).

### Otros Integrantes
- Hazael Abraham - Segunda Guitarra, Guitarra Rítmica (Músico en vivo) (2021 - 2024).
- Kokiman Romero - Teclados (Músico en vivo) (2024).
- Hugo Ortiz - Batería (Músico en vivo) (2017 - 2024).
- Luis Benzaquén - Segunda Guitarra (Músico en vivo) (2016 - 2024).
- Andrea Sánchez - Bajo y Coros (Músico en vivo) (2022 - 2024).
- Iván Mindreau - Batería (2005 - 2011).
- Wílder López - Batería (2011 - 2018).
- Juan Pablo del Águila - Bajo (2012 - 2022).
- Arturo "El Duro" Rios - Batería (2007 - 2019).

## Discografía

### Álbumes de estudio
| Año  | Álbum                    |
| ---- | ------------------------ |
| 1998 | Libido                   |
| 2000 | Hembra                   |
| 2002 | Pop*Porn                 |
| 2005 | Lo último que hablé ayer |
| 2009 | Un día nuevo             |
| 2016 | Un día nuevo en Londres  |

### EP
| Año  | Álbum        |
| ---- | ------------ |
| 2016 | Amar o matar |

### Álbumes en vivo
| Año  | Álbum                                        |
| ---- | -------------------------------------------- |
| 2004 | Libido acústica                              |
| 2011 | Rarezas en vivo                              |
| 2014 | Sesión en vivo                               |
| 2022 | Acústico en el Gran Teatro Nacional (Vol. 1) |

### Álbumes recopilatorios
| Año  | Álbum             |
| ---- | ----------------- |
| 2007 | Libido bebé       |
| 2010 | Rarezas           |
| 2019 | Corazones Blancos |

### Sencillos
| Año  | Sencillo                 | Álbum                    |
| ---- | ------------------------ | ------------------------ |
| 1998 | Como un perro            | Libido                   |
| 1998 | Sed                      | Libido                   |
| 1999 | Ojos de ángel            | Libido                   |
| 1999 | La casa de los gritos    | Libido                   |
| 1999 | Libido                   | Libido                   |
| 2000 | En esta habitación       | Hembra                   |
| 2001 | Respirando               | Hembra                   |
| 2001 | Tres                     | Hembra                   |
| 2001 | Hembra                   | Hembra                   |
| 2002 | No voy a verte más       | Hembra                   |
| 2002 | Universo                 | Pop*Porn                 |
| 2002 | Vampiro                  | Pop*Porn                 |
| 2003 | Frágil                   | Pop*Porn                 |
| 2003 | Invencible               | Pop*Porn                 |
| 2004 | No será lo mismo sin ti  | Pop*Porn                 |
| 2004 | Sin rencor               | Pop*Porn                 |
| 2004 | Libido                   | Libido acústica          |
| 2005 | Culpable                 | Lo último que hable ayer |
| 2005 | Lonely                   | Lo último que hable ayer |
| 2006 | Nicotina                 | Lo último que hable ayer |
| 2009 | Nadie sabe lo que vendrá | Un día nuevo             |
| 2009 | Malvada                  | Un día nuevo             |
| 2010 | Vientos y Amarguras      | Rarezas                  |
| 2011 | Néctar                   | Rarezas en vivo          |
| 2011 | Como un perro            | Rarezas en vivo          |
| 2011 | Tres                     | Rarezas en vivo          |
| 2011 | Cicuta                   | Rarezas en vivo          |
| 2011 | Sed                      | Rarezas en vivo          |
| 2011 | No voy a verte más       | Rarezas en vivo          |
| 2012 | Cuelgo el teléfono       | Un Día Nuevo             |
| 2014 | Tan suave                | Sesión en vivo           |
| 2016 | Pero aún sigo viéndote   | Amar o matar             |
| 2017 | Mariposas                | Amar o matar             |
| 2018 | Por si tratas de Volver  | Amar o matar             |
| 2018 | Llévame                  | Amar o matar             |

## Videografía

### DVD
| DVD             | Fecha de grabación                | Fecha de lanzamiento |
| --------------- | --------------------------------- | -------------------- |
| Libido acústica | 24, 25 y 26 de septiembre de 2004 | Diciembre del 2005   |
| Rarezas en vivo | 18 de diciembre de 2010           | Junio del 2012       |
| Sesión en vivo  | 5 y 6 de enero de 2014            | Junio del 2014       |

### Videoclips
| Año  | Videoclip                            |
| ---- | ------------------------------------ |
| 1998 | Como un perro                        |
| 1998 | Sed                                  |
| 1999 | Ojos de ángel                        |
| 1999 | La casa de los gritos                |
| 2000 | En esta habitación                   |
| 2001 | Tres                                 |
| 2003 | Frágil                               |
| 2003 | Invencible                           |
| 2004 | No será lo mismo sin ti              |
| 2005 | Libido                               |
| 2006 | Lonely                               |
| 2006 | Nicotina                             |
| 2009 | Nadie sabe lo que vendrá             |
| 2009 | Malvada                              |
| 2010 | Hombre loco                          |
| 2011 | Néctar (Rarezas en vivo)             |
| 2011 | Como un perro (Rarezas en vivo)      |
| 2011 | Tres (Rarezas en vivo)               |
| 2011 | Cicuta (Rarezas en vivo)             |
| 2011 | Sed (Rarezas en vivo)                |
| 2011 | No voy a verte más (Rarezas en vivo) |
| 2012 | Cuelgo el teléfono                   |
| 2016 | Pero aún sigo viéndote               |
| 2017 | Mariposas                            |
| 2016 | Por si tratas de Volver              |
| 2017 | Llévame                              |

## Libido de Toño Jáuregui
Libido de Toño Jáuregui es un proyecto de Antonio Jáuregui que formó en el fallido intento de volver con la agrupación original de Libido para el festival Revolución Caliente y mediante Facebook, el día 18 de septiembre de 2014, Jáuregui pone a la luz su nuevo proyecto paralelo a su carrera de solista.

## Premios y nominaciones
| Año  | Premio                               | Trabajo nominado | Categoría                  | Resultado | Ref.   |
| ---- | ------------------------------------ | ---------------- | -------------------------- | --------- | ------ |
| 2004 | MTV Video Music Awards Latinoamérica | Libido           | Mejor artista Sur-Oeste    | Ganador   |        |
| 2005 | MTV Video Music Awards Latinoamérica | Libido           | Mejor Artista Central      | Ganador   |        |
| 2006 | MTV Video Music Awards Latinoamérica | Libido           | Mejor Artista Central      | Nominado  | [ 74 ] |
| 2007 | MTV Video Music Awards Latinoamérica | Libido           | Mejor Artista Central      | Nominado  |        |
| 2008 | Premios APDAYC                       | Libido           | Mejor Artista Rock del año | Ganador   |        |
| 2009 | Premio Luces                         | Un día nuevo     | Mejor álbum rock/pop       | Ganador   |        |
| 2010 | Radio Can                            | «Malvada»        | Mejor Canción de rock      | Nominado  |        |
| 2010 | Premios APDAYC                       | Rarezas          | Mejor disco del año        | Ganador   |        |
| 2010 | Premios Radio Can                    | «Malvada»        | Mejor Canción del año      | Nominado  |        |
| 2016 | Premio Luces                         | Amar o matar     | Mejor disco de pop         | Ganador   | [ 75 ] |